# لی سانگ-وو (کارگردان)
لی سانگ-وو (کره‌ای: 이상우؛ زادهٔ ۲۴ فوریه ۱۹۷۱) کارگردان فیلم، فیلم‌نامه‌نویس و بازیگر اهل کره جنوبی است. فیلم‌های او جنسی، خشن و بحث‌برانگیز و اغلب بر پایهٔ حوادث واقعی هستند.

## زندگی شخصی
لی سانگ-وو از دانشگاه کالیفرنیا، برکلی در رشتهٔ فیلم فارغ‌التحصیل شده‌است.

## حرفه
لی سانگ-وو برای مدت طولانی در صنعت سینما به ویژه به عنوان دستیار کارگردان کیم کی-دوک فعالیت کرده‌است پیش از اینکه به یک کارگردان پرکار تبدیل شود. آغاز به کار رسمی او با تراپیکال مانیلا در سال ۲۰۰۸ بود.